# Kurt Badertscher

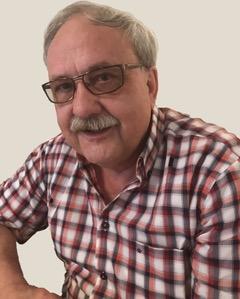
Kurt Badertscher (2017)

Kurt Badertscher (* 13. September 1950 in Menziken) ist ein Schweizer Schriftsteller, Fachlehrer und Erwachsenenbildner.

## Leben
Kurt Badertscher, aufgewachsen in Suhr, ist gelernter Werkzeugmacher, Mechanikermeister und Erwachsenenbildner. Er arbeitete als Fachlehrer an der Schweizerischen Technischen Fachschule in Winterthur.
Er hat Erzählungen, Theaterstücke, Texte aus der Arbeitswelt, Sachtexte zur Industriegeschichte der Region Lenzburg und einen historischen Roman aus der Gegend publiziert. Von 1973 bis 1981 war er Mitglied im Werkkreis Literatur der Arbeitswelt und in der Werkstatt schreibender Arbeiter Zürich.
Badertscher ist verheiratet, Vater von zwei Töchtern und lebt in Lenzburg.

## Werke
- Wartezeit, Sauerländer, Aarau 1973.
- Weichgeklopft – Meine Stiftentage, Sauerländer, Aarau 1975.
- Texte & Tagebuchblätter, Lenzburg 1977.
- Tagebuch eines Metallarbeiters, Werkstattheft Nr. 16, Werkstatt schreibender Arbeiter Zürich, Zürich 1979.
- Tagebuch aus Kurdistan, Çoban, Zeihen, 1979. Mit Jannis Zinniker.
- Weiber, List und Tücke, Theaterstück. Bearbeitung: Schirin und Gertraude, von Ernst Hardt.
- Unter den Linden – Bernhard Matters letzte Stunden, Sonderdruck aus Lenzburger Neujahrsblatt 1992.
- Mühlen am Aabach, Lenzburger Neujahrsblätter 1997.
- Zur Geschichte der Textilfabrik am Aabach in Niederlenz AG, Heimatkunde aus dem Seetal 2003.
- Leinenweber am Aabach – 250 Jahre Geschichte eines aargauischen Industriestandorts, hier + jetzt, Baden 2004.
- Die Waffenschmiede der Weltmeister, Lenzburger Neujahrsblätter 2014.
- Giftmord. Eine Kriminalgeschichte von 1929, hier + jetzt, Baden 2018.
- Hünerwadel – eine Familie lanciert den Wirtschaftsstandort, Lenzburger Neujahrsblätter 2020.
- 100 Jahre Naturfreunde Lenzburg, Vereinschronik, Lenzburg 2020.

## Auszeichnungen
- Förderungsbeitrag, Kuratorium des Kanton Aargau, 1973
- Werkbeitrag, Schweizerischer Schriftsteller Verband, 1975
- Werkbeitrag, Kuratorium des Kanton Aargau, 1978